# Liste der Baudenkmale in Wiefelstede
In der Liste der Baudenkmale in Wiefelstede sind die Baudenkmale der niedersächsischen Gemeinde Wiefelstede und ihrer Ortsteile aufgelistet. Der Stand der Liste ist der 27. Februar 2023. Die Quelle der Baudenkmale ist der Denkmalatlas Niedersachsen.

## Allgemein
In den Spalten befinden sich folgende Informationen:
- Lage: die Adresse des Baudenkmales und die geographischen Koordinaten. Kartenansicht, um Koordinaten zu setzen. In der Kartenansicht sind Baudenkmale ohne Koordinaten mit einem roten Marker dargestellt und können in der Karte gesetzt werden. Baudenkmale ohne Bild sind mit einem blauen Marker gekennzeichnet, Baudenkmale mit Bild mit einem grünen Marker.
- Bezeichnung: Bezeichnung des Baudenkmales
- Beschreibung: die Beschreibung des Baudenkmales. Unter § 3 Abs. 2 NDSchG werden Einzeldenkmale und unter § 3 Abs. 3 NDSchG Gruppen baulicher Anlagen und deren Bestandteile ausgewiesen.
- ID: die Objekt-ID des Baudenkmales
- Bild: ein Bild des Baudenkmales, ggf. zusätzlich mit einem Link zu weiteren Fotos des Baudenkmals im Medienarchiv Wikimedia Commons. Wenn man auf das Kamerasymbol klickt, können Fotos zu Baudenkmalen aus dieser Liste hochgeladen werden:

## Wiefelstede

### Gruppe: Kirche
Die Gruppe hat die ID 35626307. Leicht erhöht liegende Kirche mit freistehendem Glockenturm im Süden. Friedhof mit älteren Grabsteinen.

| Lage                                     | Bezeichnung         | Beschreibung | ID       | Bild           |
| ---------------------------------------- | ------------------- | --- | -------- | -------------- |
| Kirchstraße 6 53° 15′ 25″ N, 8° 6′ 53″ O | St.-Johannes-Kirche | Romanische Saalkirche mit eingezogenem Chorquadrat, Apsis und Westturm, Feldsteinbau mit Granitquadern. Kernbau aus Feldsteinen und Granitquadern aus der Zeit um 1200; Schiff und Westturm aus letztem Viertel 13. Jh. Chor und Turm im 15. Jh. mit Backsteinen aufgestockt; Chorgiebel mit spitzbogigen Blendbögen. Kreuzgratgewölbe des Chorjochs ruht auf abgetreppten Wandvorlagen, Rundbogen trennt Chor vom dreijochigen Schiff mit Domikalgewölbe; Gurt- und Schildbögen mit plastischen Wandvorlagen, u.a. Dreiviertelsäulen. Heutige Raumfassung aus 1. Hälfte 19. Jh., darunter mittelalterliche Wandmalerei erhalten. Reiche Ausstattung: Flügelaltar um 1520, vielfigurige Darstellung am Kalvarienberg, Passionsszenen – Vorlage waren Stiche von Albrecht Dürer (1508/12). Taufständer, 1637 von J. Ludewig, 1644 Kanzel von J. Borkemann; Nord- und Westempore, Kirchenstühle und Orgel (1730 von Christian Vater). | 35645699 | Weitere Bilder |
| Kirchstraße 6 53° 15′ 24″ N, 8° 6′ 51″ O | Friedhof            | um die Kirche herumgelegen - mit älteren Grabsteinen | 35645752 |                |
| Kirchstraße 6 53° 15′ 24″ N, 8° 6′ 53″ O | Glockenturm         | Dreigeschossiger, freistehender Tor- und Glockenturm aus Ziegelmauerwerk unter Satteldach. Rundbogige Schallöffnungen im Obergeschoss; Ende des 15. Jh. errichtet. Im EG Durchgang, nachträglich mit Holztor geschlossen. In Giebeldreiecken verputzte Blendnischen. | 35645726 |                |

## Gristede

### Gruppe: Gut Horn
Die Gruppe hat die ID 35626377. Etwas irreguläre Anlage mit kurzer Zufahrtsallee, Herrenhaus, großem Wirtschaftsgebäude, Remise und Arbeiterwohnhaus.

| Lage                                              | Bezeichnung  | Beschreibung | ID       | Bild |
| ------------------------------------------------- | ------------ | --- | -------- | ---- |
| Zwischenahner Straße 8 53° 13′ 8″ N, 8° 3′ 19″ O  | Herrenhaus   | Zweigeschossiger Putzbau unter Satteldach. Siebenachsige Fassade mit Mittelbetonung durch Säulenportikus, dreiteiliges Fenster im OG und dreiachsigem Zwerchhaus. EG mit Quaderputz und profilierten Fensterumrandungen, umlaufendes Gurtgesims. Erbaut 1858; Aufstockung 1914. | 35645029 |      |
| Zwischenahner Straße 8 53° 13′ 8″ N, 8° 3′ 18″ O  | Nebengebäude | Ziegelbau unter giebelständigem Krüppelwalmdach. Giebel mit Lisenen, Gesimsen und Fensterverdachungen gegliedert. Anfang 20. Jh. errichtet. | 35645056 |      |
| Zwischenahner Straße 8 53° 13′ 9″ N, 8° 3′ 17″ O  | Wohnhaus     | Eingeschossiger Ziegelbau unter Satteldach. | 35645108 |      |
| Zwischenahner Straße 8 53° 13′ 10″ N, 8° 3′ 18″ O | Remise       | Ziegelbau unter Krüppelwalmdach; Gliederung durch Lisenen, Gesimse und Verdachungen. An Traufseite große Einfahrtstore. Anfang 20. h. errichtet. | 35645082 |      |
| Zwischenahner Straße 8 53° 13′ 10″ N, 8° 3′ 24″ O | Allee        | | 35645996 | BW   |

## Mansholt

### Gruppe: Hofanlage Büsing
Die Gruppe hat die ID 35626326. Hofanlage in parkartigem Garten, Wohn-/Wirtschaftsgebäude, dessen Wirtschaftsteil mit parallel stehender Scheune im Osten verbunden. Nordwestlich langgestrecktes Stallgebäude.

| Lage                                            | Bezeichnung               | Beschreibung | ID       | Bild |
| ----------------------------------------------- | ------------------------- | --- | -------- | ---- |
| Mansholter Straße 24 53° 13′ 9″ N, 8° 6′ 56″ O  | Wohn-/ Wirtschaftsgebäude | Vierständerähnlicher Ziegelbau mit parallelstehendem Stallgebäude verbunden; 1870 errichtet. Wohnteil von 1925 an der östlichen Traufseite mit breitem Risalit in Ziegelmauerwerk und Werksteingliederung. | 35645285 | BW   |
| Mansholter Straße 24 53° 13′ 9″ N, 8° 6′ 54″ O  | Garten                    | | 35645972 | BW   |
| Mansholter Straße 24 53° 13′ 10″ N, 8° 6′ 55″ O | Stallgebäude              | Ende 19. Jh. errichteter Ziegelbau unter Krüppelwalmdach | 35645312 | BW   |

### Gruppe: Tafelgut
Die Gruppe hat die ID 35626343. Großzügige Anlage in parkartigem Grundstück, Wohnhaus mit Scheunenflügel, neuere Nebengebäude.

| Lage                                            | Bezeichnung               | Beschreibung | ID       | Bild |
| ----------------------------------------------- | ------------------------- | --- | -------- | ---- |
| Mansholter Straße 30 53° 12′ 59″ N, 8° 6′ 30″ O | Wohnhaus                  | Eingeschossiger Putzbau unter Satteldach, z.T. mit Quaderverfugung und profilierten Fensterumrandungen. 1864 errichtet, Umbau 1927; wandfeste Innenausstattung aus Erbauungszeit.          | 35645338 | BW   |
| Mansholter Straße 30 53° 13′ 0″ N, 8° 6′ 33″ O  | Gartengrundstück          | | 35644769 | BW   |
| Mansholter Straße 30 53° 13′ 0″ N, 8° 6′ 31″ O  | Scheune                   | Große Gulfscheune. Putzbau mit Ziegelgliederung, erbaut wohl 1912, erneuert 1928 und 1941.                                                                                                 | 35645368 | BW   |
| Mansholter Straße 30 53° 12′ 59″ N, 8° 6′ 33″ O | Wohn-/ Wirtschaftsgebäude | Eingeschossiger Ziegelbau - teilweise verputzt - unter Satteldach. Bauzeitlicher Eichendachstuhl, Blockrahmenfenster, Upkammer. 1759 errichtet, Mitte 20. Jh. zum Schweinestall umgenutzt. | 35645850 | BW   |

## Metjendorf

### Gruppe: Hofanlage
Die Gruppe hat die ID 35626411. Hofanlage mit Hallenhaus von 1879 und westlich davon stehender Querdurchfahrtsscheune.

| Lage                                                 | Bezeichnung               | Beschreibung                                                    | ID       | Bild |
| ---------------------------------------------------- | ------------------------- | --------------------------------------------------------------- | -------- | ---- |
| 53° 11′ 20″ N, 8° 9′ 57″ O                           | Wohn-/ Wirtschaftsgebäude | Hallenhaus unter giebelständigem Krüppelwalmdach mit Eulenloch. | 35645419 | BW   |
| Metjendorfer Landstraße 3 53° 11′ 20″ N, 8° 9′ 56″ O | Querdurchfahrtsscheune    | Ziegelbau unter Walmdach.                                       | 35645394 | BW   |

## Neuenkruge

### Gruppe: Hofanlage
Die Gruppe hat die ID 35626360. Hofanlage aus traufständigem Wohn-/ Wirtschaftsgebäude, rechts von Scheune flankiert; hoher Baumbestand.

| Lage                                           | Bezeichnung               | Beschreibung | ID       | Bild |
| ---------------------------------------------- | ------------------------- | --- | -------- | ---- |
| Vor dem Richtmoor 1 53° 11′ 58″ N, 8° 6′ 49″ O | Wohn-/ Wirtschaftsgebäude | Zweiständerbau. Wirtschaftsgiebel in Fachwerk mit über kleinen Knaggen vorkragendem Vollwalm. 1798 errichtet; Traufseite erneuert, Kammerfach nachträglich verlängert. | 35645468 | BW   |
| Vor dem Richtmoor 1 53° 11′ 58″ N, 8° 6′ 49″ O | Scheune                   | Fachwerk-Wandständerbau mit eingehälsten Ankerbalken. Querdurchfahrten. Im 19. Jh. errichtet.                                                                          | 35645494 | BW   |

## Einzelbaudenkmale
| Lage                                                         | Bezeichnung               | Beschreibung | ID       | Bild |
| ------------------------------------------------------------ | ------------------------- | --- | -------- | ---- |
| Bokel, Gerkentorsweg 3 53° 14′ 3″ N, 8° 8′ 44″ O             | Wohn-/ Wirtschaftsgebäude | Zweiständerbau mit Außenwänden in Ziegelbauweise unter reetgedecktem Krüppelwalmdach; Wirtschaftsgiebel mit korbbogigem Dielentor. Innengefüge, Raumstruktur u. Feuerschlitten erhalten. Um 1850 als Rauchhaus erbaut.                                                               | 35645804 | BW   |
| Bokel, Alter Kirchweg 2 53° 13′ 30″ N, 8° 8′ 57″ O           | Wohn-/ Wirtschaftsgebäude | Zweiständerziegelbau mit korbbogigem Dielentor unter reetgedecktem Krüppelwalmdach mit Eulenloch, seitlicher Stallanbau. Mitte des 19. Jh. errichtet. Wohngiebel jünger. | 35644817 | BW   |
| Borbeck, Bremer Straße 17 53° 12′ 15″ N, 8° 8′ 31″ O         | Wohn-/ Wirtschaftsgebäude | Zweiständerbau mit Außenwänden in Ziegelbauweise unter reetgedecktem Krüppelwalmdach mit Eulenloch. Wirtschaftsgiebel mit korbbogigem Dielentor. 1871 errichtet. | 35644923 | BW   |
| Borbeck, Bremer Straße 11 53° 12′ 12″ N, 8° 8′ 40″ O         | Wohn-/ Wirtschaftsgebäude | Vierständerbau mit Außenwänden in Ziegelbauweise unter Krüppelwalmdach. Repräsentative Gliederung des Wohnteils mit Gesimsen und Fensterverdachungen. 1896 errichtet. | 35644869 | BW   |
| Conneforde, Dorfstraße 6 53° 19′ 52″ N, 8° 3′ 57″ O          | Gulfhaus                  | 1908 errichtetes Gulfhaus mit eineinhalbgeschossigem Wohnteil; Gliederung durch Ziegelziersetzungen, Gesimse und Verdachungen. | 35644949 | BW   |
| Gristede, Heller Landstraße 5 53° 13′ 22″ N, 8° 3′ 10″ O     | Wohn-/ Wirtschaftsgebäude | Hallenhaus ala Zweiständerbau in der ersten Hälfte des 19. Jahrhunderts errichtet. Wirtschaftsgiebel in Fachwerkbauweise, die übrigen Außenwände in Ziegelmauerwerk erneuert. | 35644976 |      |
| Gristede, Zwischenahner Straße 6 53° 13′ 14″ N, 8° 3′ 48″ O  | Wohn-/ Wirtschaftsgebäude | 1828 als Zweiständerbau unter Krüppelwalmdach mit Ziegelmauerwerk errichtet. Korbbogenförmige Dieleneinfahrt, Tor mit sprossenverzierten Oberlicht. Kammerfach mi Eck-Upkammer. | 35645002 |      |
| Heidkamp, Heidkamper Landstraße 6 53° 11′ 40″ N, 8° 9′ 27″ O | Gulfhaus                  | Um 1900 errichtetes Gulfhaus unter Krüppelwalmdach; Gliederung durch Lisenen, Gesimsen und Fensterverdachungen. | 35645134 | BW   |
| Hollen, Garnholter Straße 8 53° 16′ 0″ N, 8° 3′ 39″ O        | Wohn-/ Wirtschaftsgebäude | Zweiständerbau in Unterrähmzimmerung. Außenwände in Ziegelmauerwerk. 1898 errichtet. | 35645232 | BW   |
| Hollen, Garnholter Straße 8 53° 15′ 57″ N, 8° 3′ 45″ O       | Allee                     | | 35646043 | BW   |
| Mansholt, Mansholter Straße 23 53° 12′ 38″ N, 8° 6′ 59″ O    | Haus Andert               | Fachwerkbau unter Krüppelwalmdach, beid Steckwalm („Dwersack-Bauweise“). 1870 als Doppelheuerhaus mit Querteilung errichtet. | 35645259 | BW   |
| Neuenkruge, Alter Postweg 22 53° 11′ 57″ N, 8° 7′ 31″ O      | Schmiede                  | Eingeschossiger Ziegelbau unter Satteldach, An Traufseite drei große Sprossenfenster mit stichbogigem Sturz. Inneneinrichtung mit Schmiedewerkzeugen erhalten. | 35645445 |      |
| Nuttel, Rasteder Straße 6 53° 14′ 36″ N, 8° 9′ 2″ O          | Wohn-/ Wirtschaftsgebäude | Zweiständerbau in Ziegelbauweise mit korbbogigem Dielentor. Erbaut um 1880, Wohngiebel um 1900. | 35645519 | BW   |
| Ofenerfeld, Sandweg 22 53° 11′ 41″ N, 8° 11′ 17″ O           | Heinrich-Kunst-Haus       | Zweiständerbau unter Halbwalmdach. Ziegelbau mit korbbogigem Dielentor. Erbaut Ende des 19. Jahrhunderts. Geburts- und Wohnhaus von Heinrich Kunst. | 35645545 |      |
| Wemkendorf, Wemker Straße 53° 16′ 16″ N, 8° 9′ 43″ O         | Wohn-/ Wirtschaftsgebäude | Hallenhaus unter Krüppelwalmdach; Zweiständerbau in Ankerbalkenkonstruktion. Außenwände in Ziegelmauerwerk. 1818 errichtet. | 35645573 | BW   |
| Wemkendorf, Wemkenstraße 7 53° 15′ 27″ N, 8° 8′ 44″ O        | Schule                    | Eingeschossiger Ziegelbau unter Krüppelwalmdach; Fünfachsiger Giebel, in linker Achse Eingang. Gliederung mit Lisenen, Gesimsen und Fensterverdachungen. An Nordseite kleiner Stallflügel. Um 1880/90 errichtet. Nördlich Toilettenhäuschen.                                         | 35645599 | BW   |
| Wiefelstede, Kirchstraße 53° 15′ 23″ N, 8° 6′ 52″ O          | Kriegerdenkmal            | | 35645651 |      |
| Wiefelstede, Kirchstraße 4 53° 15′ 23″ N, 8° 6′ 54″ O        | ehem. Küsterei            | Vierständerähnlicher Ziegelbau unter giebelständigem, hohem Satteldach. Im Giebel leicht aus der Mitte gesetztes Tor mit Prellsteinen. Seitlich (am Aufgang zur Kirche) Hauseingang; Fenster mit gefächerten Stürzen. 1759 errichtet.                                                | 35645673 |      |
| Wiefelstede, Hauptstraße 29 53° 15′ 21″ N, 8° 7′ 2″ O        | Wohnhaus                  | Eineinhalbgeschossiger Ziegelbau unter giebelständigem Satteldach. Vierachsige Fassade, Gliederung durch Stuckgesimse und -fensterrahmungen sowie Baluster in den Brüstungsfeldern der beiden mittleren Obergeschossfenster. Rückwärtig kleiner Wirtschaftsanbau. Um 1900 errichtet. | 35645625 |      |